# Zlatý glóbus za nejlepší mužský herecký výkon ve vedlejší roli
Zlatý glóbus za nejlepšího herce ve vedlejší roli udělila poprvé v lednu 1944 Asociace zahraničních novinářů v Hollywoodu (angl. Hollywood Foreign Press Association zkratka HFPA) na slavnostním ceremoniálu Zlatých glóbů.

V historii kategorie žádný z herců nezískal cenu víc než dvakrát. Za rok 1979 byli oceněni dva herci Melvyn Douglas a Robert Duvall.

Následující seznam obsahuje jména vítězných herců a filmů, za které byli oceněni. Rok u jména znamená rok vzniku filmu; nikoliv rok, kdy se konal slavnostní ceremoniál. Má-li film český distribuční název, je uveden pod ním.

## Vítězové

### 1943–1950
- 1943: Akim Tamiroff – Komu zvoní hrana
- 1944: Barry Fitzgerald – Farář u svatého Dominika
- 1945: J. Carroll Naish – A Medal For Benny
- 1946: Clifton Webb – The Razor's Edge
- 1947: Edmund Gwenn – Zázrak v New Yorku
- 1948: Walter Huston – Poklad na Sierra Madre
- 1949: James Whitmore – Bojiště
- 1950: Edmund Gwenn – Mister 880

### 1951–1960
- 1951: Peter Ustinov – Quo Vadis?
- 1952: Millard Mitchell – My Six Convicts
- 1953: Frank Sinatra – Odtud až na věčnost
- 1954: Edmond O'Brien – Bosonohá komtesa
- 1955: Arthur Kennedy – Trial
- 1956: Earl Holliman – Obchodník s deštěm
- 1957: Red Buttons – Sayonara
- 1958: Burl Ives – Velká země
- 1959: Stephen Boyd – Ben Hur
- 1960: Sal Mineo – Exodus

### 1961–1970
- 1961: George Chakiris – West Side Story
- 1962: Omar Sharif – Lawrence z Arábie
- 1963: John Huston – Kardinál
- 1964: Edmond O'Brien – Sedm květnových dní
- 1965: Oskar Werner – Špión, který přišel z chladu
- 1966: Richard Attenborough – Strážní loď Sand Pebbles
- 1967: Richard Attenborough – Pan doktor a jeho zvířátka
- 1968: Daniel Massey – Star!
- 1969: Gig Young – Koně se také střílejí
- 1970: John Mills – Ryan's Daughter

### 1971–1980
- 1971: Ben Johnson – Poslední představení
- 1972: Joel Grey – Kabaret
- 1973: John Houseman – The Paper Chase
- 1974: Fred Astaire – Skleněné peklo
- 1975: Richard Benjamin – Vstupte
- 1976: Laurence Olivier – Maratónec
- 1977: Peter Firth – Equus
- 1978: John Hurt – Půlnoční expres
- 1979: Melvyn Douglas – Byl jsem při tom a Robert Duvall – Apokalypsa
- 1980: Timothy Hutton – Obyčejní lidé

### 1981–1990
- 1981: John Gielgud – Arthur
- 1982: Louis Gossett Jr. – Důstojník a džentlmen
- 1983: Jack Nicholson – Cena za něžnost
- 1984: Haing S. Ngor – Vražedná pole
- 1985: Klaus Maria Brandauer – Vzpomínky na Afriku
- 1986: Tom Berenger – Četa
- 1987: Sean Connery – Neúplatní
- 1988: Martin Landau – Tucker: Člověk a jeho sen
- 1989: Denzel Washington – Glory
- 1990: Bruce Davison – Společník na dlouhé trati

### 1991–2000
- 1991: Jack Palance – Dobrodruzi z velkoměsta
- 1992: Gene Hackman – Nesmiřitelní
- 1993: Tommy Lee Jones – Uprchlík
- 1994: Martin Landau – Ed Wood
- 1995: Brad Pitt – Dvanáct opic
- 1996: Edward Norton – Prvotní strach
- 1997: Burt Reynolds – Hříšné noci
- 1998: Ed Harris – Truman Show
- 1999: Tom Cruise – Magnolia
- 2000: Benicio del Toro – Traffic – nadvláda gangů

### 2000–2010
- 2001: Jim Broadbent – Iris
- 2002: Chris Cooper – Adaptace
- 2003: Tim Robbins – Tajemná řeka
- 2004: Clive Owen – Na dotek
- 2005: George Clooney – Syriana
- 2006: Eddie Murphy – Dreamgirls
- 2007: Javier Bardem – Tahle země není pro starý
- 2008: Heath Ledger – Temný rytíř
- 2009: Christoph Waltz – Hanebný pancharti
- 2010: Christian Bale – Fighter

### 2011–2020
- 2011: Christopher Plummer – Začátky
- 2012: Christoph Waltz – Nespoutaný Django
- 2013: Jared Leto – Klub poslední naděje
- 2014: J. K. Simmons – Whiplash
- 2015: Sylvester Stallone – Creed
- 2016: Aaron Taylor-Johnson – Noční zvířata
- 2017: Sam Rockwell – Tři billboardy kousek za Ebbingem
- 2018: Mahershala Ali – Zelená kniha
- 2019: Brad Pitt – Tenkrát v Hollywoodu
- 2020: Daniel Kaluuya – Jidáš a černý mesiáš

### 2021–2030
- 2021: Kodi Smit-McPhee – Síla psa
- 2022: Ke Huy Quan – Všechno, všude, najednou
- 2023: Robert Downey Jr. – Oppenheimer
- 2024: Kieran Culkin – Opravdová bolest